# Moctezuma (Buenos Aires)
Moctezuma é uma localidade do partido de Carlos Casares, da província de Buenos Aires, na Argentina. Possui população estimada em 471 habitantes segundo censo de 2010.